# New Zealand Darts Masters 2019
De New Zealand Darts Masters 2019 was de eerste editie van de New Zealand Darts Masters. Het toernooi was onderdeel van de World Series of Darts. Het toernooi werd gehouden van 23 tot 24 augustus 2019 in de Claudeland Arena, Hamilton. Michael van Gerwen won het toernooi door in de finale met 8-1 te winnen van landgenoot Raymond van Barneveld

## Deelnemers
Net als in elk World Series toernooi speelden ook hier 8 PDC Spelers tegen 8 darters uit het land/gebied waar het toernooi ook gehouden wordt. De deelnemers waren:
- Peter Wright
- Michael van Gerwen
- Rob Cross
- Daryl Gurney
- Gary Anderson
- Simon Whitlock
- James Wade
- Raymond van Barneveld
- Kyle Anderson
- Cody Harris
- Haupai Puha
- Craig Caldwell
- Damon Heta
- Ben Robb
- David Platt
- Warren Parry

2019 · 2022 · 2023 · 2024